# Полуношниця
Полуношниця (грец. Μεσονύκτικον) — у візантійському обряді одна із служб добового кола богослужінь, присвячена майбутньому Пришестю Ісуса Христа і Страшному суду. Здійснюється опівночі або у всякий час ночі до ранку; в монастирях Російської православної церкви зазвичай буває рано вранці в поєднанні з Братнім молебнем, а в сучасній парафіяльній практиці майже не зустрічається.
У латинському обряді полуношниця відповідає ранній (лат. Matutinum) і в давнину називалася «бдінням» (лат. Vigiliae). Спочатку вона починалася близько 2 години ночі, але в епоху зрілого Середньовіччя була перенесена на вечір напередодні. В ході богослужбових реформ II Ватиканського собору деякі елементи латинської ранньої і хвалитні були об'єднані в одне богослужіння — «Хвали ранкові» (лат. Laudes Matutinae), а інші елементи ранньої трансформовані в особливе богослужіння добового кола — «Година Читань» (лат. Officium lectionis).

## Історія, склад і види
Під час гонінь на християн в Римській імперії нічний час був найбезпечнішим для богослужіння. Разом з тим церква завжди мала на увазі, що північ є переважно зручним часом по своїй тиші для зосереджених молитовних бесід з Богом і для роздумів про гріхи та їх виправлення. Так дивиться на встановлення полуношного богослужіння Василь Великий (Друге послання до Григорія Богослова).
На думку тлумачів, полуношниця встановлена, по-перше, з тим, щоб нагадати віруючим молитовний опівнічний подвиг Ісуса Христа перед Його вільними стражданнями (моління про чашу — Мв 26:36-44; Мк 14:32-39; Лк 22:41-46); по-друге, для постійного нагадування про день Другого пришестя Христового, яке, за загальним віруванням церкви, заснованому на притчі Спасителя Про десять дів (Мф 25:1—13), має бути опівночі; по-третє, нарешті, для призову віруючих і опівночі до наслідування ангелам, які прославляють Господа.
Полуношниця, як і будь-яке інше чинопослідування добового кола богослужінь, може відбуватися тільки один раз в день. Залежно від цього, вона буває вседенною, суботньою, святковою, недільною і великодньою. Сучасний часослов починається з послідування саме полуношниць.
Вседенна полуношниця складається з початкових молитв, покаянного 50-го псалма, 17-ї кафизми, що зображає блаженство людей непорочних, Символу віри, пісні «Ось Жених гряде опівночі» з іншими тропарями, молитви годин «Ти, що повсякчас», молитви Єфрема Сирина, молитов «Господи Вседержителю, Боже сил» і «Благословляємо Тебе, Небесний Боже» (тепер в Ранішніх молитвах), псалмів 120-го і 133-го, Трисвятого по Отче наш, заупокійних тропарів з молитвою, відпустом і заключною ектенією.
Суботня полуношниця відрізняється тропарями і молитвами; на ній замість 17-ї кафизми читається 9-та кафизма.
Святкову полуношницю повинні служити, коли по Типікону має бути Всенічне бдіння, яке з якоїсь причини не відбувається, а також і в деякі інші православні свята. На них по першому Трисвятому тропар свята, по другому — кондак свята; заупокійна молитва опускається.
Недільна (і великодня) полуношниця складається тільки з першої частини, замість тропарів іпакої, каноном замість 17-ї кафизми, молитвою Трійці — замість Символу віри.
Пасхальна — єдина полуношниця, яка відбувається у всіх православних храмах - перед пасхальним хресним ходом і наступною за ним ранньою. Архиєпископ Фессалонікійський Симеон Солунський описує полуношницю наступним чином:
|                     | В полночь, или немного спустя, когда пробьют в доску, как бы изображая последнюю трубу Ангела, все пробуждаются ото сна, как от смерти. Потом, когда священник, изображающий Христа и имеющий Его священство, в притворе храма, словно на земле пред небом, благословит (так как должно начинать молитвы священнику, притом же и ему, как и всем, надлежит начинать от Бога), тогда братия все вместе говорят: слава Тебе, Боже наш, слава Тебе, и читают, что следует по порядку. Первым делом до́лжно воздать славу Богу и потом уже продолжать то, что следует. |
| — Симеон Солунський | |

У Греції і в деяких інших православних країнах (в тому числі у російських старообрядців) полуношниця досі замінює ранішні молитви. У період Великодньої седмиці замість полуношниці здійснюються Пасхальні часи.